# Alexandre Tardif
Pour les articles homonymes, voir Tardif.
Alexandre Tardif est un homme politique français né le 19 septembre 1776 à Bayeux (Calvados) et mort le 23 octobre 1863 à Caen (Calvados). 

## Biographie
Alexandre Tardif dirige la maison "Tardif fils aîné et sœurs" à partir de 1812 à la suite de son frère Jean-Charles-Bernardin (1755-1812). L'entreprise familiale est une importante manufacture de dentelle de Bayeux. Occupant une position importante dans la ville de Bayeux, il est membre du conseil municipal et du Conseil Général, et juge au Tribunal de Commerce à partir de son installation le 24 novembre 1817, dont il devient président en 1822, puis de 1839 à 1848. Il est député du Calvados de 1824 à 1834, siégeant dans l'opposition à la Restauration et signant l'adresse des 221. Il siège dans la majorité soutenant la Monarchie de Juillet. Il démissionne en 1834 et cesse toute activité politique. Il est nommé Chevalier de la Légion d'honneur le 25 août 1834.

## Sources
- « Alexandre Tardif », dans Adolphe Robert et Gaston Cougny, Dictionnaire des parlementaires français, Edgar Bourloton, 1889-1891 [détail de l’édition]
- Mémoires de la Société des sciences, arts et belles-lettres de Bayeux, 1891 [lire en ligne]